# Albion Park
Albion Park ist ein Ort in New South Wales, Australien.

## Geographie
Albion Park wird von Shellharbour City verwaltet. Der Ort ist etwa 89 km südlich vom Stadtzentrum Sydneys und 18 km südwestlich von Wollongong entfernt. Mit 1519 Einwohnern/km² ist der Ort dicht besiedelt. Der Illawara ist in unmittelbarer Nähe.

## Demographie
Mit Stand von 2021 hatte Albion Park 13.826 Einwohner, von denen 12.835 die australische Staatsangehörigkeit besaßen. 593 Personen im Ort waren Aborigines. Weitere 13 Einwohner waren Torres-Strait-Insulaner.
Insgesamt 586 Menschen aus Albion Park wurden in England geboren. Weitere Einwohner, die im Ausland geboren wurden, kamen aus Neuseeland (117), Deutschland (88) und Schottland (77).
Das Medianalter lag bei 36 Jahren. Das mittlere Einkommen pro Person betrug 804 Australische Dollar, das mittlere Haushaltseinkommen lag bei 1938 AUD, womit es zu den höheren Haushaltseinkommen im landesweiten Vergleich (1746 AUD) zählte.

## Öffentliche Einrichtungen
In Albion Park gibt es insgesamt sechs Schulen, darunter die Albion Park Public School. Weiterhin gibt es 32 Parks sowie sieben öffentliche Sportstätten. Der Ort beherbergt eine Filiale der Australia Post. Im Rahmen der öffentlichen Ordnung gibt es eine Feuerwehr.